# سس کاروسو

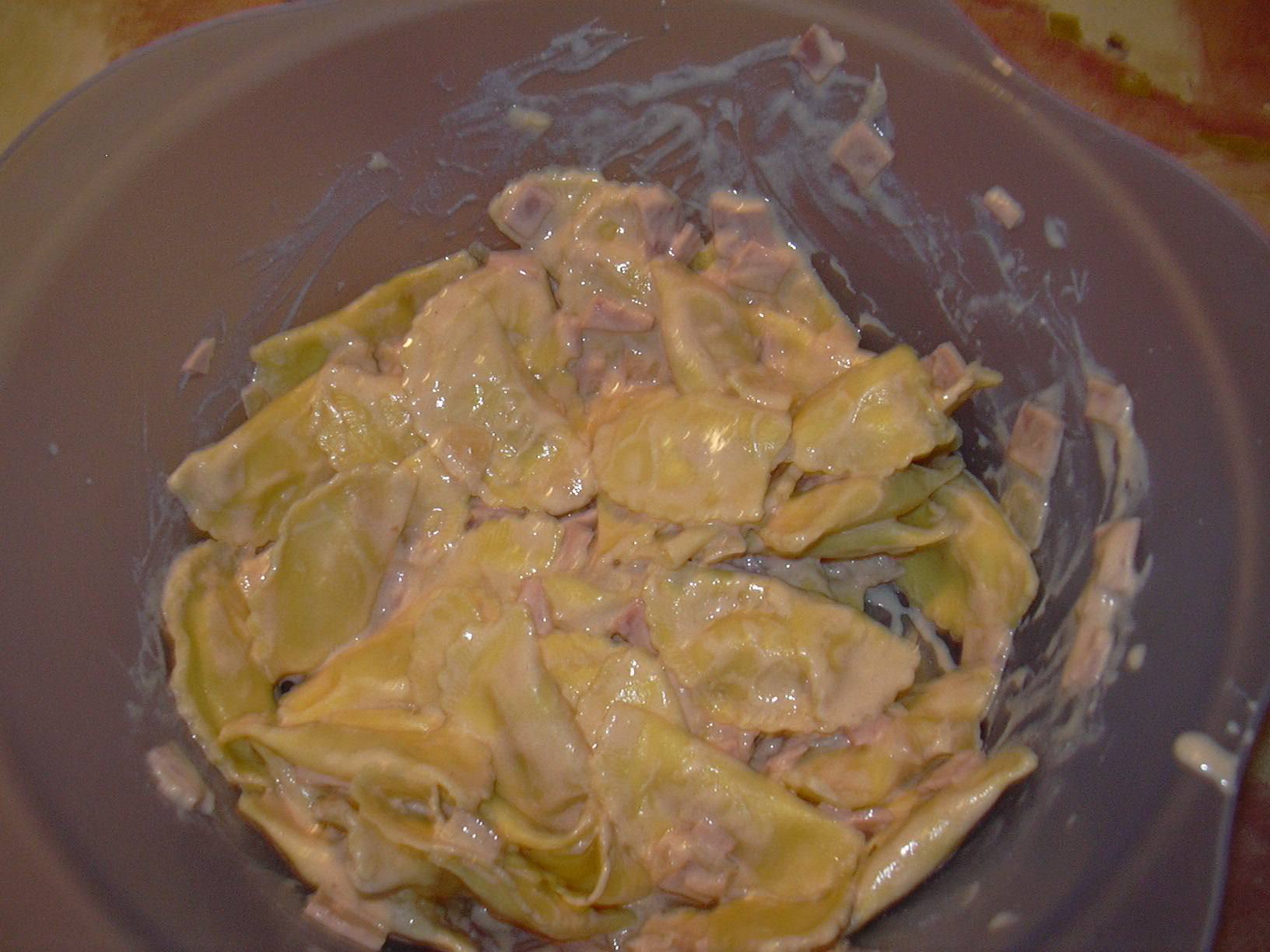
تورتلینی با سس کاروسو

سس کاروسو یا سالسا کاروسو سسی گرم که از خامه، ژامبون، پنیر، گردو و قارچ بدست می‌آید. معمولاً این سس با پاستا (به ویژه کاپلیتی) سرو می‌شود.

## تاریخچه
سس کاروسو برای اولین بار در دهه ۱۹۵۰ در اروگوئه، آمریکای جنوبی، در رستوران «ماریو و آلبرتو» که در تقاطع خیابان‌های 'کانتیتوینته' و 'تاکوارمبو' در مونته‌ویدئو قرار داشت توسط رایموندو مونتی ساخته شد. مونتی می‌خواست که دستورالعمل جدیدی به سبک غذاهای ایتالیایی مرسوم ایجاد کند. این غذا به افتخار خواننده ناپلی انریکو کاروسو (۱۸۷۳–۱۹۲۱)، کسی که در طی حضور خود در دهه ۱۹۱۰ در آمریکای جنوبی شخصیتی محبوب بود، کاروسو نامیده شد.
در ابتدا سس در نظر گرفته شد که یک نوع بشامل باشد اما طعم آن کاملاً متفاوت است. چند سمینار آشپزی به سس کاروسو به عنوان «اختراع جدید» اشاره کردند و این سس در آشپزی جهانی به رسمیت شناخته شد. در دهه‌های گذشته، این سس به‌طور فزوننده ای در کشورهای آمریکای جنوبی و اروپای غربی به محبوبیت رسید.
در حال حاضر، این سس به عنوان بخشی از میراث فرهنگی اروگوئه در نظر گرفته شده‌است و به درخواست انجمن غذاهای اروگوئه در منوی هر رستوران این کشور گنجانده می‌شود. با توجه به زمینه مشترک فرهنگی بین اروگوئه و آرژانتین، غیرعادی نیست که سس کاروسو در منو رستوران‌های بوینس آیرس دیده شود. این سس حتی در رستوران‌های برزیلی نیز یافت می‌شود.